# Shakti Samanta
Shakti Samanta (Bengalisch: শক্তি সামন্ত, Śakti Sāmanta; * 13. Januar 1926 in Bardhaman; † 9. April 2009 in Mumbai) war ein indischer Filmregisseur und -produzent.

## Leben
Samanta wuchs in Dehradun auf. 1944 graduierte er an der Calcutta University. Er arbeitete zunächst als Lehrer und hatte seinen Einstieg in die Hindi-Filmindustrie im Jahr 1948 als Regieassistent bei Bombay Talkies. In dieser Funktion war er für die Regisseure Gyan Mukherjee, Satish Nigam und Phani Majumdar tätig. Sein Regiedebüt hatte er 1954 mit Bahu. 1957 gründete er nach einigen Regiearbeiten seine eigene Filmproduktionsgesellschaft „Shakti Films“, deren erste Produktion Howrah Bridge mit Ashok Kumar und Madhubala in den Hauptrollen gleich ein Publikumserfolg wurde. Samantas Filme Aradhana (1969) und Anuraag (1972) wurden jeweils mit einem Filmfare Award als bester Film ausgezeichnet.
Shakti Samanta war fünf Jahre Präsident der Indian Motion Pictures Producers Association, sieben Jahre Vorsitzender des Central Board of Film Certification und leitete zwei Jahre das Satyajit Ray Film and Television Institute in Kolkata.
Sein Sohn Ashim Samanta ist ebenfalls Filmregisseur; Shakti Samanta produzierte einige seiner Filme. Samanta starb im Alter von 83 Jahren an Herzversagen.

## Filmografie
- 1955: Bahu
- 1956: Inspector
- 1957: Hill Station
- 1957: Sheroo
- 1958: Howrah Bridge
- 1958: Detective
- 1959: Insaan Jaag Utha
- 1960: Jaali Note
- 1960: Singapore
- 1962: Naughty Boy
- 1962: Isi Ka Naam Duniya Hai
- 1962: China Town
- 1963: Ek Raaz
- 1964: Kashmir Ki Kali
- 1966: Saawan Ki Ghata
- 1967: An Evening in Paris
- 1969: Aradhana
- 1970: Kati Patang
- 1970: Pagla Kahin Ka
- 1971: Jane Anjane
- 1971: Amar Prem
- 1972: Anuraag
- 1974: Charitraheen
- 1974: Ajnabee
- 1975: Amanush
- 1976: Mehbooba
- 1977: Anurodh
- 1977: Anand Ashram
- 1979: The Great Gambler
- 1980: Khwab
- 1981: Barsaat Ki Ek Raat
- 1982: Ayaash
- 1984: Awaaz
- 1985: Anyay Abichar
- 1985: Aar Paar
- 1985: Alag Alag
- 1990: Dushman
- 1993: Geetanjali
- 2002: Debdas